# Corey Ballentine
Corey Ballentine (Montego Bay, 13 aprile 1996) è un giocatore di football americano giamaicano che milita nel ruolo di cornerback per i Green Bay Packers della National Football League (NFL).

## Carriera

### New York Giants
Ballentine fu scelto nel corso del sesto giro (180º assoluto) del Draft NFL 2019 dai New York Giants. Debuttò come professionista subentrando nel primo turno contro i Dallas Cowboys senza fare registrare alcuna statistica. Nella settimana 10 disputò la prima gara come titolare contro i New York Jets mettendo a segno 4 tackle. La sua stagione da rookie si chiuse con 26 tackle e 2 passaggi deviati in 13 presenze, di cui 2 come titolare, oltre a 256 yard su ritorno.

### New York Jets
L'11 novembre 2020 Ballentine firmò con i New York Jets.